# Basananthe littoralis
Basananthe littoralis är en passionsblomsväxtart som beskrevs av Johann Joseph Peyritsch. Basananthe littoralis ingår i släktet Basananthe och familjen passionsblomsväxter. Inga underarter finns listade i Catalogue of Life.